# Příspěvek na péči
Příspěvek na péči se poskytuje nesoběstačným osobám, kterým jejich zdravotní stav nedovoluje postarat se o sebe a potřebují pomoc jiné osoby. Tuto pomoc jim může poskytovat jejich rodinný příslušník, nebo pracovníci sociálních služeb. Příspěvek na péči slouží oprávněné osobě k tomu, aby si z něj tuto pomoc hradila.
Když byl v roce 2006 zaveden nový zákon o sociálních službách, byla jeho nejvýznamnější změnou právě část pojednávající o nové formě finanční podpory sociálních služeb – o příspěvku na péči. Již od roku svého zavedení tvoří tato dávka více než 40procentní podíl všech finančních prostředků vynaložených na sociální služby v České republice.
Příspěvek na péči je upraven zákonem č. 108/2006 Sb., o sociálních službách a prováděcí vyhláškou č. 505/2006 Sb., kterou se provádějí některá ustanovení zákona o sociálních službách. Prováděcí vyhláška stanovuje rozsah úkonů péče poskytovaných v rámci jednotlivých druhů sociálních služeb a rovněž určuje maximální výši úhrad. Základním kritériem pro stanovení výše příspěvku je stupeň závislosti klienta na pomoci druhé osoby.
Podle § 19 zákona o sociálních službách může být příjemcem příspěvku oprávněná osoba, nebo zákonný zástupce, či jiná fyzická osoba, které byla nezletilá oprávněná osoba svěřena do péče rozhodnutím příslušného orgánu.

## Nárok na příspěvek na péči
Nárok na příspěvek má dle § 7 zákona o sociálních službách osoba, která z důvodu dlouhodobě nepříznivého zdravotního stavu potřebuje pomoc jiné fyzické osoby při zvládání základních životních potřeb v rozsahu stanoveném stupněm závislosti podle § 8 zákona o sociálních službách (za předpokladu, že jí tuto pomoc poskytuje osoba, nebo zařízení, které je k této činnosti způsobilé dle § 7 odst 2.)
Nárok na příspěvek má tato osoba i po dobu, po kterou je jí podle zvláštního právního předpisu poskytována zdravotní péče v průběhu hospitalizace, nebo která je dle § 7 ve speciálním lůžkovém zařízení hospicového typu.
Nárok na příspěvek nemá osoba mladší jednoho roku. O příspěvku rozhoduje krajská pobočka Úřadu práce. Nárok na příspěvek je dále upraven § 13 zákona o sociálních službách. Nárok na příspěvek vzniká dnem splnění podmínek stanovených v § 7 a 8 zákona o sociálních službách.
Nárok na výplatu příspěvku vzniká podáním žádosti o přiznání příspěvku, na který vznikl nárok podle odstavce 1 zákona o sociálních službách, není-li řízení o jeho přiznání zahájeno z moci úřední.
Příspěvek může být přiznán a vyplácen nejdříve od počátku kalendářního měsíce, ve kterém bylo zahájeno řízení o přiznání příspěvku. Splňuje-li oprávněná osoba podmínky nároku na příspěvek jen po část kalendářního měsíce, náleží příspěvek ve výši, v jaké náleží za kalendářní měsíc.

### Řízení
Řízení o přiznání příspěvku na péči se zahajuje na základě písemné žádosti podané na tiskopisu předepsaném ministerstvem. Žádost se podává na kontaktním pracovišti krajské pobočky úřadu práce. Příslušnost se určuje dle místa trvalého pobytu žadatele.
Krajská pobočka úřadu práce (sociální pracovník) provádí pro účely rozhodování o příspěvku nejprve sociální šetření, při kterém se zjišťuje schopnost samostatného života osoby. Následně krajská pobočka úřadu práce zašle příslušné okresní správě sociálního zabezpečení žádost o posouzení stupně závislosti osoby. Obsahem je písemný záznam ze sociálního šetření a kopie žádosti žadatele. Okresní správa sociálního zabezpečení si vyžádá od poskytovatele zdravotních služeb lékařský nález. Na základě tohoto posudku pak krajská pobočka úřadu práce vydá rozhodnutí o tom, zda se příspěvek na péči přiznává, v jakém stupni či nikoliv. Krajská pobočka podle § 26 zákona o sociálních službách přeruší řízení na dobu, než Institut posuzování zdravotního stavu posoudí stupeň závislosti a v případě, že je posuzovaná osoba hospitalizovaná na lůžku dlouhodobé nebo následné péče po dobu delší než 60 dnů a tato skutečnost byla oznámena.
Proti rozhodnutí o nepřiznání příspěvku se lze odvolat, a to k úřadu, který napadené rozhodnutí vydal. O odvolání rozhoduje MPSV.
Příslušný úřad práce rovněž provádí kontrolu využívání příspěvku dle § 29 zákona o sociálních službách.

### Stanovení stupně závislosti
Podle § 9 zákona o sociálních službách se při posuzování stupně závislosti hodnotí schopnost zvládat tyto základní životní potřeby:
1. mobilita: měnit polohy, stát, pěšky se přemístit minimálně 200m, otvírat a zavírat dveře, chodit po schodech oběma směry, nastoupit a opustit dopravní prostředek.[3]
2. orientace: orientovat se zrakem a sluchem, přiměřeně reagovat na vlastní emoce, uvědomovat si vlastní myšlenky a hodnoty, orientovat se místem, časem, osobou, v situacích.[3]
3. komunikace: úměrně věku vyjádřit své požadavky, pocity, rozumět sdělení, psát, rozumět obrazové a zvukové signalizaci.[5]
4. stravování: vybrat si vhodný nápoj a jídlo, přenést na požadované místo, nalít nápoj, nakrájet větší díly jídla, samostatně se najíst a napít, dodržovat dietní režim.[5]
5. oblékání a obouvání: vybrat si vhodné oblečení a obuv, obléct a svléct (obout a zout), rozeznat rub a líc, správě vrstvit.[5]
6. tělesná hygiena: požívat vodu a místnost určenou k očistě těla, provést a dodržovat celkovou hygienu, česat se, holit se, pečovat o svou ústní dutinu.[5]
7. výkon fyziologické potřeby: uvědomit si potřebu použití WC, vyprázdnit se a provést očistu.[5]
8. péče o zdraví: (hodnotí se ve vztahu ke konkrétnímu zdravotnímu postižení a režimu stanovenému ošetřujícím lékařem): užívat léky a léčebné pomůcky, zvládnout dávkování a užívání léků určených lékařem, rozpoznat zdravotní problém, přivolat pomoc.[5]
9. osobní aktivity: rozšiřovat síť známostí, schopnost komunikovat s druhými lidmi, plánovat osobní aktivity a vykonávat je dle věku, prostředí a vzdělání.[5]
10. péče o domácnost (nehodnotí se u osob do 18 let věku): uvědomovat si hodnotu peněz a dle potřeby s nimi nakládat, přemisťovat předměty, ovládat běžné domácí spotřebiče, uvařit nápoj nebo jídlo, udržovat pořádek.[5]

### Stupně závislosti
Podle § 8 zákona o sociálních službách lze stanovit 4 stupně závislosti ve dvou skupinách podle věku žadatele:
Osoba do 18 let věku se považuje za závislou na pomoci jiné fyzické osoby ve
- stupni I (lehká závislost), jestliže z důvodu dlouhodobě nepříznivého zdravotního stavu není schopna zvládat tři základní životní potřeby
- stupni II (středně těžká závislost), jestliže z důvodu dlouhodobě nepříznivého zdravotního stavu není schopna zvládat čtyři, nebo pět základních životních potřeb
- stupni III (těžká závislost), jestliže z důvodu dlouhodobě nepříznivého zdravotního stavu není schopna zvládat šest, nebo sedm základních životních potřeb
- stupni IV (úplná závislost), jestliže z důvodu dlouhodobě nepříznivého zdravotního stavu není schopna zvládat osm, nebo devět základních životních potřeb

Osoba starší 18 let věku se považuje za závislou na pomoci jiné fyzické osoby ve
- stupni I (lehká závislost), jestliže z důvodu dlouhodobě nepříznivého zdravotního stavu není schopna zvládat tři nebo čtyři základní životní potřeby
- stupni II (středně těžká závislost), jestliže z důvodu dlouhodobě nepříznivého zdravotního stavu není schopna zvládat pět, nebo šest základních životních potřeb
- stupni III (těžká závislost), jestliže z důvodu dlouhodobě nepříznivého zdravotního stavu není schopna zvládat sedm, nebo osm základních životních potřeb
- stupni IV (úplná závislost), jestliže z důvodu dlouhodobě nepříznivého zdravotního stavu není schopna zvládat devět, nebo deset základních životních potřeb.[4]

### Výše
Podle § 11 zákona o sociálních službách je výše příspěvku na péči od 01.07.2024 stanovena následovně:
Výše příspěvku pro osoby do 18 let věku činí za kalendářní měsíc:
- 3 300 Kč, jde-li o stupeň I (lehká závislost),
- 7 400 Kč, jde-li o stupeň II (středně těžká závislost),
- 16 100 Kč, jde-li o stupeň III (těžká závislost),
- ve stupni IV (úplná závislost)
  - 23 000 Kč, pokud osobě poskytuje pomoc poskytovatel pobytových sociálních služeb podle § 48, § 50 až § 52, nebo
  - 27 000 Kč v ostatních případech

Výše příspěvku pro osoby starší 18 let činí za kalendářní měsíc:
- 880 Kč, jde-li o stupeň I (lehká závislost),
- 4 900 Kč, jde-li o stupeň II (středně těžká závislost),
- 14 800 Kč, jde-li o stupeň III (těžká závislost),
- ve stupni IV (úplná závislost)
  - 23 000 Kč, pokud osobě poskytuje pomoc poskytovatel pobytových sociálních služeb podle § 48 až § 52, nebo
  - 27 000 Kč v ostatních případech [6]

Uvedené výše příspěvku se v některých případech ještě zvyšují o 2000 Kč za kalendářní měsíc. (Podle § 12 zákona o sociálních službách)

### Povinnosti
Žadatel je povinen podle § 21 podrobit se sociálnímu šetření, vyšetření zdravotního stavu, předložit nálezy ošetřujících lékařů, které byly vydány, poskytnout součinnost potřebnou k vypracování posudku. Příjemce příspěvku musí do 8 dnů nahlásit úřadu práce změny důležité pro výplatu dávky.
Příspěvek nebo jeho část je podle § 22 povinen vrátit příjemce, jestliže mu byl vyplacen neoprávněně nebo ve vyšší částce než náležel. Povinnost plyne i osobě, která po smrti oprávněného dávku přijala. Závazek vrácení peněz zaniká uplynutím 3 let ode dne, kdy byly vyplaceny. Po dobu řízení o opravném prostředku nebo o žalobě lhůta neplyne. Povinnost vrácení peněz nevzniká, je-li přeplatek nižší než 100 Kč.

#### Osoby a zařízení způsobilé k výkonu péče
Dle zákona o sociálních službách může péči zajišťovat:
- osoba blízká
- asistent sociální péče uvedený v § 83 zákona o sociálních službách
- poskytovatel sociálních služeb, který je zapsán v registru poskytovatelů sociálních služeb podle § 85 odst. 1 zákona o sociálních službách
- dětský domov
- speciální lůžkové zdravotnické zařízení hospicového typu

## Kritika
Česká úprava příspěvku na péči je velmi často kritizována. Nejčastěji je jí vytýkána nedostatečná výše příspěvku na péči, špatný systém posuzování a celková snaha státu šetřit na nemohoucích. Obzvláště je však zmiňována nespravedlnost, kdy jsou pravidelně selektivně navyšovány jenom vybrané vyšší stupně, a ty nižší jsou zcela opomíjeny. Čímž narůstají už tak propastné rozdíly mezi výší příspěvku v jednotlivých stupních.

### Nerovnost mezi jednotlivými stupni
Za jeden z největších problémů současné podoby příspěvku na péči je považováno nespravedlivé rozdělení jeho výše mezi jednotlivými stupni, které značně znevýhodňuje osoby v nižších stupních závislosti. Ty ve srovnání s osobami ve vyšších stupních dostávají velmi podhodnocené částky:
- dospělá osoba ve 2. stupni závislosti má uznáno nezvládání pěti až šesti životních potřeb = o 15% až 27% méně než ta ve 3. stupni. Oproti osobě ve třetím stupni je však její příspěvek na péči nižší o 67%.
- dospělá osoba v 1. stupni závislosti má uznáno nezvládání tří až čtyř životních potřeb = o 43% až 62% méně než ta ve 3. stupni. Oproti osobě ve třetím stupni je však její příspěvek na péči nižší o 96%.

Značný rozdíl je dokonce už mezi prvním a druhým stupněm:
- dospělá osoba v 1. stupni závislosti má uznáno nezvládání tří až čtyř životních potřeb = o 20% až 50% méně než osoba ve 2. stupni. Její příspěvek na péči je ale v porovnání s tou ve druhém stupní nižší o 82%.

Z toho je jasně viditelné upřednostňování osob ve vyšších stupních a naopak naprosté upozaďování a opomíjení těch v nejnižším prvním stupni. Častý argument proč tomu tak je, je to že osoby v prvním a druhém stupni dokážou žít ještě aspoň částečně samostatně, zatímco ty ve vyšších stupních už musejí mít trvalý dohled. A proto je na místě na nižších stupních šetřit, aby se o to více mohlo přidávat u těch vyšších. S tím, že vyšší stupně kde jsou na tom lidé hůře je třeba zvyšovat, nelze než souhlasit. Ale v žádném případě tím nelze ospravedlnit to, aby se jedněm přidávalo na úkor druhých a dotčené skupiny v nižších stupních a zejména v tom prvním tím trpěly a dostávali takovou částku, která pomalu nestačí ani na holé přežití, protože v jejich případě ten příspěvek nestačí už ani na pravidelnou dovážku jídla.

### Diskriminace části příjemců příspěvku
Obzvláště kontroverzní část je systematická diskriminace dospělých osob v prvním stupni závislosti. Za diskriminační lze považovat už samotnou výši příspěvku na péči u dospělých osob v prvním stupni, která je oproti všem ostatním stupňům extrémně nízká. Původně při zavádění zákona o příspěvku na péči byl první stupeň rovnocenný ostatním. Jeho výše byla 2 tisíce. Tedy o polovinu nižší, než u druhého stupně, který v tehdejší době byl 4 tisíce. V roce 2011 však byl v rámci úsporných opatření Nečasovy vlády první stupeň u dospělých osob selektivně, jako jediný snížen. A to velmi výrazně, z původních 2000 na 800. Zatímco všechny ostatní stupně a kategorie zůstaly beze změny.
Drobná úprava následovala až v roce 2016, kdy byly všechny stupně a kategorie plošně navýšeny o 10%. Dospělé osoby v prvním stupni se však fakticky žádného navýšení nedočkaly, protože toto navýšení znamenalo pouze zvýšení z 800 na 880 korun. Což je stále hluboko pod původní výší, která byla 2000.
Další navyšování proběhlo v roce 2019. To se však týkalo pouze třetího a čtvrtého stupně. První a druhý byly zcela vynechány.
V roce 2024 bylo v reakci na vysokou inflaci navrženo další navýšení příspěvků na péči. Návrh však opět už od začátku počítal s diskriminací osob v prvním stupni. K čemuž také došlo a tato skupina byla opět jako jediná z jakéhokoliv navyšování zcela vyloučena.
Vzhledem k tomu dospělí příjemci příspěvku v prvním stupni zůstávají oproti všem ostatním stupňům těžce znevýhodnění a odkazání na absolutně minimální částku ve výši 880 korun, která při ceně sociálních sloužeb 165 kč za hodinu znamená možnost pořídit si měsíčně maximálně 5 hodiny osobní asistence. V praxi však lze předpokládat, že pokud nemají další prostředky nebo příbuzné, kteří by jim byli ochotni pomoci bezplatně, tak jim je jakákoliv osobní asistence zcela nedostupná. Protože z tak malého příspěvku je velký problém zaplatit i pravidelnou dovážku jídla a na jakoukoliv pomoc nebo asistenci jim potom už nezbyde vůbec nic.

## Příspěvek na péči v okolních státech

### Slovensko
Dávka se nazývá „peňažný príspevok na opatrovanie“. Je poskytována osobě, která je osobou pečující o člověka zdravotně tělesně postiženého. Opatrovanou osobou může být manžel/ka, rodič, opatrovník, dítě, prarodič, vnuk/čka, sourozenec, snacha, zeť, tchán/tchyně, švagr/ová, neteř, synovec. Nebo další osoba, která je v kontaktu s danou osobou. Příjemce dávky musí být plnoletý, způsobilý k právním úkonům, fyzicky i psychicky schopen poskytovat péči. Příspěvek není vyplácen v případě, že se opatrované osobě poskytuje péče pečovatelskou službou v rozsahu vyšší než osm hodin měsíčně.
Žádost se podává na úřadu práce, sociálních věcí a rodiny podle místa trvalého bydliště žadatele písemnou nebo elektronickou formou. V této žádosti musí být odůvodnění podané žádosti. U východních sousedů je rozlišováno, kdo péči poskytuje. Je-li to osoba v produktivním věku, výše příspěvku je 569 € poskytuje-li péči jedné osobě, 756,80 €, jestliže pečující osoba se stará o dvě nebo více osob. Suma peněz může být navýšena o 100 €, jestliže se pečovatel stará o jedno nebo více nezaopatřených dětí. Pokud péči poskytuje osoba pobírající starobní, plný invalidní nebo výsluhový důchod, zkoumá se příjem této pečující osoby. Výše příspěvku je 426,75 € při péči o jednu osobu a 567,60 € při péči o dvě nebo více osob.
Na Slovensku se příspěvek na péči řídí zákonem č. 447/2008 Sb. o peněžních příspěvcích, Nařízením vlády Slovenské republiky č. 232/2023 Sb., které upravuje výši ceníku a výši dávky a zákon č. 448/2008 Sb. o sociálních službách v platném znění.

### Rakousko
Dávka se nazývá „Pflegegeld“ Danou oblast u jižního souseda naší země řeší Ministerstvo sociálních věcí. Jedná se o systém, který má sedm stupňů. Pečovatel a pečovaný je povinen doložit, že k pečování dochází. V poskytování dávky je zohledněna diagnóza demence. Výše dávky na pokrytí péče je 550 € na měsíc, je rozpočítávána na dvě pečovatelky. U poskytující osoby se zkoumá způsobilost k dané profesi. Při hospitalizaci v nemocnici nebo při čerpání lázeňské péče je dávka od následujícího dne pozastavena.
Výše dávky vychází z časového fondu, který je nezbytný pro zajištění odkázané osoby. Při potřebnosti péče nad 65 hod. se jedná o 1. stupeň s vyplácenou částkou 175 €, 7. stupeň pro imobilního klienta s plnou ošetřovatelskou péčí s potřebností nad 180 hod. měsíčně je to 1 879, 50 €.

### Německo
Dávka se nazývá „Pflegeversicherung“. Příspěvek je vyplácen z fondu pojištění dlouhodobé péče, který spadá pod zdravotní pojišťovny. Je rozlišováno pět stupňů závislosti. Při prvním stupni není příspěvek na péči vyplácen, ale je nárok na jiný typ dávky. Zbylé čtyři stupně jsou odměňovány částkou 316 €, 545 €, 728 €, 901 €. Podmínkou vyplácení je, že bylo odváděno pojištění do sociálního fondu min. po dobu dvou let za posledních deset let.

### Polsko
Dávka je pojmenovaná „świadczenie pielęgnacyjne“. Je vyplácena v národní měně, kterou je polsky złoty (PLN). příspěvek náleží osobě, která se musela vzdát své výdělečné činnosti a péči poskytuje svým rodičům, svému dítěti, je pěstounem, je osobou s vyživovací povinností, pečují o osobu s vysokým stupněm postižení, pečuje dlouhodobě a stále. Výše příspěvku pro pečovatele je 620 PLN. Příspěvek na péči ve výši 153 PLN se poskytuje postiženým dětem, osobám starším 16 při vysokém stupni postižení, osobám starším 75 let. V zemi existuje ještě ošetřovatelský příspěvek. Lidé mající nárok na ošetřovatelský příspěvek nemají nárok na příspěvek na péči. Příspěvek na péči je přiznám bez ohledu na výši příjmu.